# Liste der brasilianischen Botschafter in Belarus
Die Botschaft befindet sich in der vulica Enhieĺsa 34, Minsk.

## Botschafter
| Ernannt       | Name                             | Bemerkungen        | Mensagem Senado Federal | im Senat des Nationalkongress vorgestellt am | ernannt von               | akkreditiert bei       | Posten verlassen |
| ------------- | -------------------------------- | ------------------ | ----------------------- | -------------------------------------------- | ------------------------- | ---------------------- | ---------------- |
| 14. Okt. 1993 | Sebastião do Rego Barros Netto   | Amtssitz in Moskau | MSF 290 de 1993         | 6. Okt. 1993                                 | Itamar Franco             | Wjatschaslau Kebitsch  |                  |
| 5. Mai 1995   | Thereza Maria Machado Quintella  | Amtssitz in Moskau | MSF 155 de 1995         | 29. Juni 1995                                | Fernando Henrique Cardoso | Michail Tschyhir       |                  |
| 4. Okt. 2001  | José Viegas Filho                | Amtssitz in Moskau | MSF 163 de 2001         | 19. Sep. 2001                                | Fernando Henrique Cardoso | Henads Nawizki         |                  |
| 21. Juni 2004 | Carlos Augusto Rego Santos Neves | Amtssitz in Moskau | MSF 214 de 2003         | 8. Juni 2004                                 | Luiz Inácio Lula da Silva | Sjarhej Sidorski       |                  |
| 20. Dez. 2007 | Carlos Antônio da Rocha Paranhos | Amtssitz in Moskau | MSF 184 de 2007         | 28. Nov. 2007                                | Luiz Inácio Lula da Silva | Sjarhej Sidorski       |                  |
| 17. Mai 2011  | Renato Luiz Rodrigues Marques    |                    | MSF 44 de 2011          | 3. Mai 2011                                  | Dilma Rousseff            | Michail Mjasnikowitsch |                  |